# Tápióbicske, Pesta
Tápióbicske  este un sat în districtul Nagykáta, județul Pesta, Ungaria, având o populație de 3.454 de locuitori (2011). 

## Demografie
Componența etnică a satului Tápióbicske
     Maghiari (93,75%)
     Romi (4,45%)
     Necunoscut (0,66%)
     Alții (1,14%)
Componența confesională a satului Tápióbicske
     Romano-catolici (55,04%)
     Fără religie (16,21%)
     Reformați (4,98%)
     Luterani (1,59%)
     Necunoscută (21,13%)
     Alte religii (1,85%)
Conform recensământului din 2011, satul Tápióbicske avea 3.454 de locuitori. Din punct de vedere etnic, majoritatea locuitorilor (93,75%) erau maghiari, cu o minoritate de romi (4,45%). Apartenența etnică nu este cunoscută în cazul a 0,66% din locuitori.  Din punct de vedere confesional, majoritatea locuitorilor (55,04%) erau romano-catolici, existând și minorități de persoane fără religie (16,21%), reformați (4,98%) și luterani (1,59%). Pentru 21,13% din locuitori nu este cunoscută apartenența confesională.